# Hans Olaf Moser
Hans Olaf Moser (* 9. März 1928 in Tetschen, Tschechoslowakei; † 2. September 1982 in Parchim) war ein deutscher Schauspieler, der vor allem in verschiedenen Theatern in der DDR arbeitete.

## Leben
Von 1967 bis 1974 war Moser am Schauspielhaus (Erfurt) engagiert. Er war verheiratet, aus der Ehe gingen zwei Söhne hervor. In Der Untertan von Wolfgang Staudte spielte er einen Studenten und Studienkollegen des Protagonisten Häßling.

## Filmografie
- 1950: Staatsgeheimnis (State Secret)
- 1951: Der Untertan
- 1952: Schatten über den Inseln
- 1953: Anna Susanna

- 1980: Kinder von Nordost – Berlin 1930 (Drehbuch, Kamera)